# Sonata số 11 cho dương cầm (Mozart)
Sonata số 11 cho piano cung La trưởng, K. 331 (300i) là một trong những bản sonata nổi tiếng nhất của nhà soạn nhạc người Áo Wolfgang Amadeus Mozart. Không có tài liệu nào xác định rõ ràng khoảng thời gian Mozart viết bản sonata nổi tiếng này, tuy nhiên, Viên hoặc Salzburg và năm 1783 hoàn toàn có thể là địa điểm và thời điểm nhà soạn nhạc thiên tài sáng tác tác phẩm. Một địa điểm và thời điểm khác cũng có khả năng đó là Paris và những ngày trước năm 1778. Tác phẩm được xuất bản bởi Artaria vào năm 1784, cùng với các bản sonata số 10 và số 12 (K. 330 và K. 332). 

## Cấu trúc và những đặc điểm
Tác phẩm gồm 3 chương:
- Chương 1: Andante grazioso-Một chủ để với sáu biến tấu. Đây là chương được mở đầu một cách chậm rãi rồi kết thúc với những tiết tấu nhanh. Chương này thể hiện rõ tầm tình của người nghệ sĩ. Chương này dài nhất, hơn 14 phút.
- Chương 2: Menuetto-minuet và trio. Đây là chương vẫn mở đầu chậm rãi, nhưng có phần vô tư hơn. Chương này được viết theo phong cách của âm nhạc thời kỳ Cổ điển với những khúc minuet kiểu cách và những khúc trio du dương. Chương này kéo dài trong khoảng 5 đến 6 phút.
- Chương 3: Rondo Alla Turca-Allegretto. Đây là chương được nhiều người biết đến nhất. Chương này chỉ kéo có hơn 3 phút, nhưng nó khiến người ta không thể nào quên với những tiết tấu vui tươi mang phong cách Thổ Nhĩ Kỳ. Đây là một trong những khúc nhạc hay nhất dành cho piano. Chương cuối là một chương rất đặc biệt. Chương này lúc đầu được Mozart gọi tên là Rondo Alla Turca, sau đó mọi người còn gọi nó là Hành khúc Thổ Nhĩ Kỳ[2] và cái tên này có phần phổ biến hơn. Tác phẩm mô phỏng có sáng tạo âm nhạc mà một dàn nhạc vệ binh của Thổ Nhĩ Kỳ sang châu Âu biểu diễn, thứ âm nhạc rất phổ biến tại châu Âu thời đó[3] và thể hiện sự chịu ảnh hưởng phong cách Thổ Nhĩ Kỳ của Mozart. (Còn về lý do tại sao có một dàn nhạc vệ binh Thổ Nhĩ Kỳ sang châu Âu biểu diễn, có thể giải thích như sau: Vào năm 1699, hai đế quốc là Áo và Ottoman ký kết thành công Hiệp ước Karlowitz. Để kỷ niệm sự kiện này, đoàn ngoại giao Thổ Nhĩ Kỳ đã đem dàn nhạc vệ binh vua Thổ cùng những nghệ sĩ khác biểu diễn tại Viên chỉ trong có một ngày[4]). Phong cách Thổ Nhĩ Kỳ không chỉ ảnh hưởng đến chương này mà còn ảnh hưởng đến cảnh cuối cùng của vở opera Die Entführung aus dem Serail và bản concerto cho violin số 5[4].

## Ảnh hưởng đến những tác phẩm sau đó
- Chủ đề của chương đầu tiên đã được Max Reger sử dụng trong tác phẩm Những biến tấu và fugue trên chủ đề của Mozart, một sáng tác của năm 1914 dành cho dàn nhạc giao hưởng[5].
- Tác phẩm Blue Rondo à la Turk của Dave Brubeck có liên quan đến chương Alla Turca[6].

## Âm thanh
| Sonata số 11 cho piano của Mozart, chương 1, phần Tema |  |
|                                                        |  |
|                                                        |  |

| Sonata số 11 cho piano của Mozart, chương 1, biến tấu thứ nhất |  |
|                                                                |  |
|                                                                |  |

| Sonata số 11 cho piano của Mozart, chương 1, biến tấu thứ hai |  |
|                                                               |  |
|                                                               |  |

| Sonata số 11 cho piano của Mozart, chương 1, biến tấu thứ ba |  |
|                                                              |  |
|                                                              |  |

| Sonata số 11 cho piano của Mozart, chương 1, biến tấu thứ tư |  |
|                                                              |  |
|                                                              |  |

| Sonata số 11 cho piano của Mozart, chương 1, biến tấu thứ năm |  |
|                                                               |  |
|                                                               |  |

| Sonata số 11 cho piano của Mozart, chương 1, biến tấu thứ sáu |  |
|                                                               |  |
|                                                               |  |

| Sonata số 11 cho piano của Mozart, chương 2 |  |
|                                             |  |
|                                             |  |

| Sonata số 11 cho piano của Mozart, chương 3 |  |
|                                             |  |
|                                             |  |